# حنبل بن إسحاق
أبو علي حنبل بن إسحاق الشيباني (تُوفي في 273 هجريًا الموافق 886 ميلاديًا)، عالم ومُحدِّث مسلم ثقة، وابن عم الإمام أحمد بن حنبل وتلميذه، ولد قبل 200 هـ، له مسائل كثيرة عن أحمد، له من المصنفات كتاب التاريخ وكتاب الفتن وكتاب محنة الإمام أحمد بن حنبل. خرج إلى واسط فتوفي فيها سنة 273 هـ.

## طلبه للعلم
- حدث عن: محمد بن عبد الله الأنصاري، وسليمان بن حرب، وأبا نعيم، وعفان بن مسلم، والحميدي، وأبا الوليد الطيالسي، وحجاج بن منهال، ومسلم بن إبراهيم وقبيصة بن عقبة، وأبا سلمة، وعاصم بن علي، وسريج بن النعمان، وعلي بن الجعد، وأحمد بن حنبل وأباه إسحاق بن حنبل.
- حدث عنه: ابن صاعد، وأبو بكر الخلال، ومحمد بن مخلد، وأبو جعفر بن البختري، وعثمان بن السماك، وآخرون.
- قال الخطيب البغدادي: كان ثقة ثبتًا.[2]